# Andreas Kunze (Moderator)

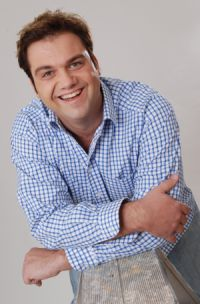
Andreas Kunze

Andreas Georg Kunze (* 6. Mai 1978 in Mannheim) ist ein deutscher Entertainer, Radio- und Fernseh-Moderator, Musiker und Gastronom.

## Karriere

### Radio
Seine Radiokarriere startete er im Jahr 2002 beim rheinland-pfälzischen Radiosender RPR1. Als „Praktikant Kunze“ moderierte er neben Lars-Christian Karde die „Volle Kanne Morningshow“. 2005 wurde er zum Anchorman und zum Aushängeschild des Senders. Die Sendung „Guten Morgen Rheinland-Pfalz“ gestaltete er zusammen mit Nadja Gontermann. Seit September 2013 war Sänger Giovanni Zarrella als „Radio-Azubi“ Teil der Show. Neben der Morgensendung moderierte er verschiedene Formate, u. a. die Kochshow „Kunze kocht“, in der er mit Gastronomen und Sternköchen in Südwestdeutschland kochte (2009/2010). Seit Beginn seiner Radiokarriere moderierte Kunze zahlreiche unterschiedliche Veranstaltungen, wie den Ball des Sports Rheinland-Pfalz, Opernball Leipzig, Krebsgala Rheinland-Pfalz, Silvester Gala Robinson Select Alpenrose in Lech Zürs oder das RPR1. Rheinland-Pfalz Open Air.

### Fernsehen
Seit den 2000er-Jahren ist Kunze im Fernsehen präsent. Kunzes erster Fernsehauftritt war die Performance des Hits „Himbeereis zum Frühstück“ im Jahr 2003 im Sat.1-Frühstücksfernsehen in der Rubrik „Morningstar“. 2009 besuchte er als „Promi-Tagesgast“ das Big Brother-Haus (Staffel 9) und sorgte durch provokante Aussagen für Zündstoff.

### Musik
Kunze singt und spielt Klavier, Kirchenorgel und Akkordeon. Seinen größten musikalischen Erfolg als Sänger feierte er mit dem Remake des Klassikers „Himbeereis zum Frühstück“ (2003). Der Song wurde von Christian Geller produziert, der u. a. für das Erfolgsalbum von Heino „Mit freundlichen Grüßen“ verantwortlich zeichnet. Er belegte Platz 1 der deutschen Schlagercharts. Die Single „Für immer“ folgte im gleichen Jahr. 2008 erhielt er einen Plattenvertrag bei EMI und veröffentlichte drei Singles, „30 Grad und Sonnenschein“, „Trinkt aus“ und „Pommes mit Senf“ (2009). Im Jahr 2010 kam die Single „Im Schatten der Nacht“ heraus, die jedoch nicht an die Erfolge von 2003 anknüpfen konnte. Weiterhin war er an verschiedenen Produktionen wie „RPR1. – Weihnachten mit Kunze & Nadja“ beteiligt. 2007 wurde er Mitglied der Combo „Kunze und die dicken Kinder“, die regelmäßig auf Festen und Events in Rheinland-Pfalz, Hessen, Baden-Württemberg und dem Saarland auftritt. Für den Radiosender RPR1. produziert er regelmäßig Singalongs, Jingles und Comedystücke.

### Gastronom
Kunze ist seinem Radiopublikum als Gourmet und „Lebemann“ bekannt. Seit 2008 führt er mit „Kunze FOOD“ einen Catering- und Partyservice, der pfälzische Spezialitäten anbietet. Zusammen mit der GLOBUS Warenhaus GmbH vertreibt er das „Kunze Steak“ in Rheinland-Pfalz. 2012 brachte er in Zusammenarbeit mit Weingütern und Brennereien den Weißwein „Alltagsglück“ und den Obstbrand „Kunze Kirsch“ auf den Markt. Im gleichen Jahr folgte der „Alltagsglück Senf“.

## Privates
Kunze ist verheiratet und lebt mit seiner Familie in Worms. Er hat eine Tochter und einen Sohn.